# Belgium (Illinois)
Belgium – wieś w stanie Illinois w hrabstwie Vermilion w Stanach Zjednoczonych.

## Demografia
- Powierzchnia: 1,1 km²
- Ludność: 348 (2023)[1]